# EC 1.18.1
La EC 1.18.1 è una sotto-sottoclasse della classificazione EC relativa agli enzimi. Si tratta di una sottoclasse delle ossidoreduttasi che include enzimi che utilizzano come donatori di elettroni proteine contenenti centri ferro-zolfo e NAD+ o NADP+ come accettori.

## Enzimi appartenenti alla sotto-sottoclasse
| numero EC   | nome accettato                 |
| ----------- | ------------------------------ |
| EC 1.18.1.1 | rubredossina-NAD+ reduttasi    |
| EC 1.18.1.2 | ferredossina-NADP+ reduttasi   |
| EC 1.18.1.3 | ferredossina-NAD+ reduttasi    |
| EC 1.18.1.4 | rubredossina-NAD(P)+ reduttasi |